# اجبار (فیلم ۱۹۵۹)
اجبار (انگلیسی: Compulsion) فیلمی آمریکایی در ژانر درام و جنایی محصول سال ۱۹۵۹ به کارگردانی ریچارد فلایشر است که بر پایهٔ رمان هم‌نام سال ۱۹۵۶ نوشتهٔ مایر لوین ساخته شده‌است. این رمان خود بازآفرینی‌ای کم‌وبیش داستانی‌شده از ماجرای دادگاه قتل لئوپولد و لوب بود. در این فیلم، دین استاکول و بردفورد دیلمن نقش عاملان جنایت (با نام‌های «جاد استاینر» و «آرتی استراوس») را بازی می‌کنند و اورسن ولز در نقش وکیل مدافع آن‌ها (بر پایهٔ شخصیت کلارنس دارو) ظاهر می‌شود. دایان وارسی، ای. جی. مارشال و مارتین میلنر نیز در نقش‌های مکمل بازی کرده‌اند.
برادفورد دیلمن، دین استاکول و اورسن ولز، جایزه بهترین بازیگر مرد را در جشنواره فیلم کن ۱۹۵۹ برای بازی در این فیلم دریافت کردند.
فیلم برداشتی غیروفادارانه از محاکمه لئوپولد و لوب به جرم قتل یک کودک (به نیت انجام قتلی حساب شده) است.
این فیلم در ۱ آوریل ۱۹۵۸ توسط فاکس قرن بیستم اکران شد و نقدهای مثبتی از منتقدان دریافت کرد؛ به‌ویژه بازی بازیگران اصلی مورد تحسین قرار گرفت. در جشنواره فیلم کن ۱۹۵۹، این فیلم نامزد نخل طلا شد و ولز، استاکول و دیلمن به‌طور مشترک برندهٔ جایزهٔ بهترین بازیگر مرد شدند.

## داستان
جاد استاینر و آرتی استراوس دوستانی صمیمی هستند که خود را مصداق فلسفهٔ «ابرانسان» از دیدگاه فریدریش نیچه می‌دانند و بر این باورند که از قانون فراترند. آن‌ها که از خانواده‌هایی ثروتمند و سرشناس آمده‌اند، هر دو دانشجوی رشتهٔ حقوق در دانشگاه شیکاگو هستند و هنوز به سن بیست سال نرسیده‌اند (آرتی به بازپرس‌ها می‌گوید که در ۱۴ سالگی تحصیل در دانشگاه میشیگان را آغاز کرده‌است). هر دو خود را از اطرافیان «پایین‌رتبه»‌شان باهوش‌تر می‌دانند.
در کلاس درس، جاد در پاسخ به سخنان استاد دربارهٔ «قوانین قبیله‌ای» استدلال می‌کند که نیچه گفته رهبران قبیله‌ای الزامی به پیروی از قوانین وضع‌شده توسط خود ندارند:

استاد (در مخالفت): «آیا موسی خود را فراتر از قوانینی می‌دانست که وضع کرده بود؟»جاد: «او با جماعتی آشفته‌حال سر و کار داشت و باید به هر نحوی آن‌ها را از صحرا عبور می‌داد.»

سید بروکس، هم‌کلاسی آن‌ها که با کار در یک روزنامه هزینهٔ تحصیلش را می‌پردازد، از تعامل جاد با استاد سرشناس شگفت‌زده می‌شود:

سید: «هر وقت من چیزی می‌گویم، سرم را می‌برد. تو راحت از زیر بار در می‌روی. چرا؟»جاد: «نمی‌دانم، فقط به‌نظر می‌رسد کند فکر می‌کند.»
سید: «او قرار است یکی از باهوش‌ترین افراد هیئت علمی باشد.»

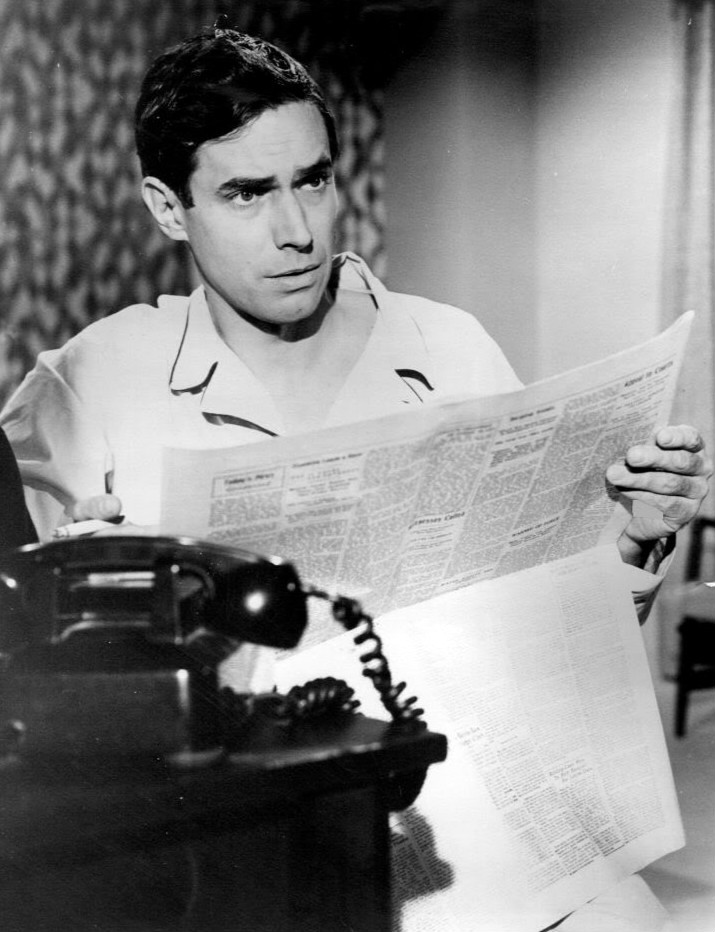
بردفورد دیلمن در نقش آرتی استراوس، فرد غالب در میان دو دوست که خود را ابر انسان می‌پندارند و از قانون فراتر می‌دانند.

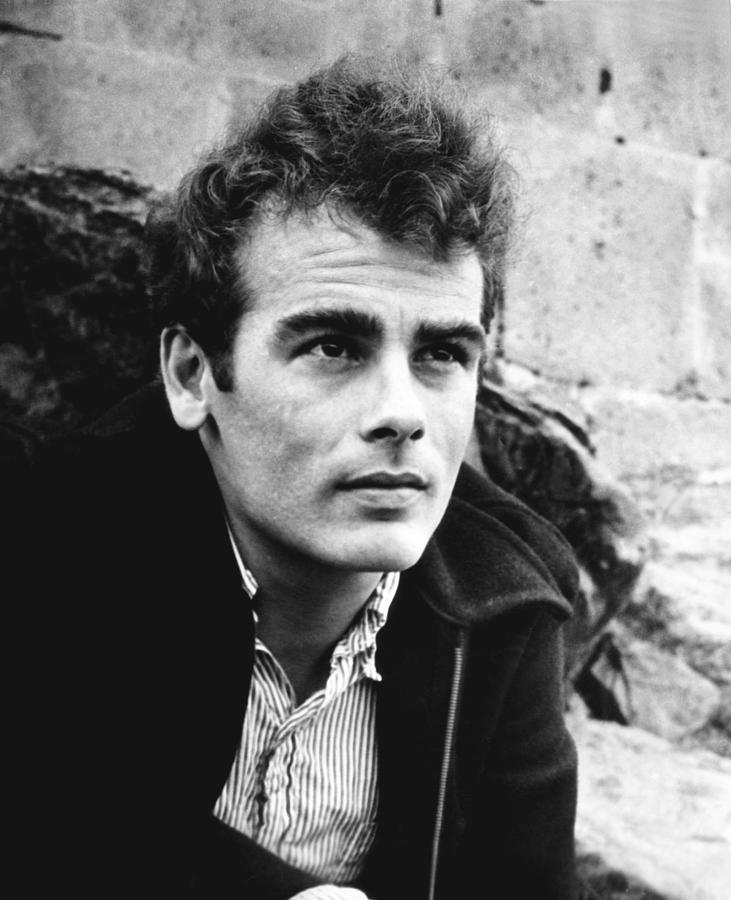
دین استاکول در نقش جاد استاینر، شخصیت منفعل‌تر که از دستورات جنایت‌بار آرتی پیروی می‌کند.

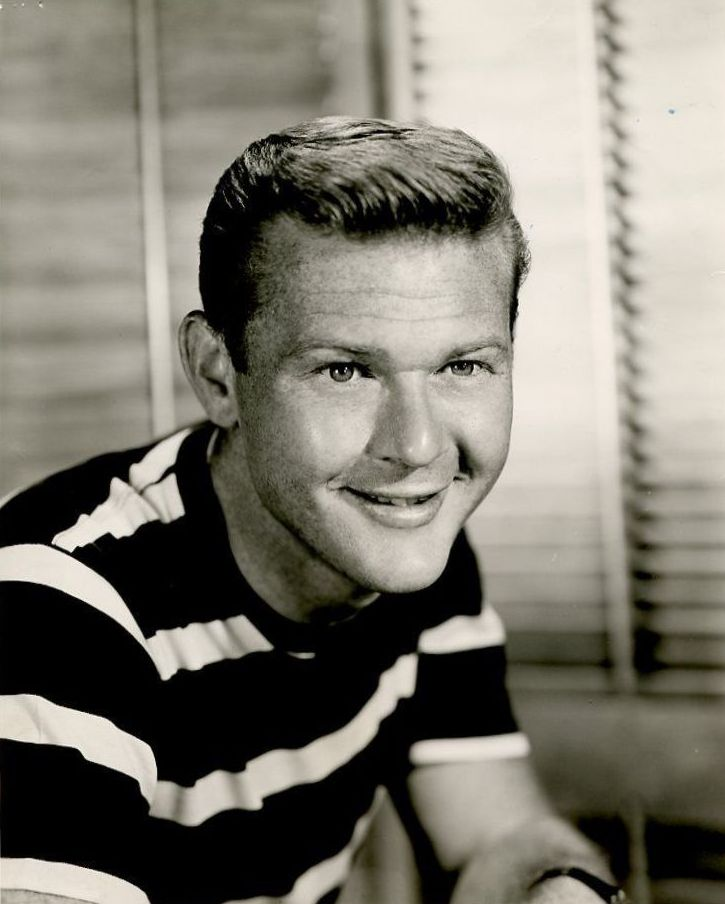
مارتین میلنر در نقش سید بروکس، هم‌کلاسی استاینر و استراوس و خبرنگاری که متوجه می‌شود عینک یافت‌شده کنار جسد پائولی به او تعلق ندارد و مدرک کلیدی است.

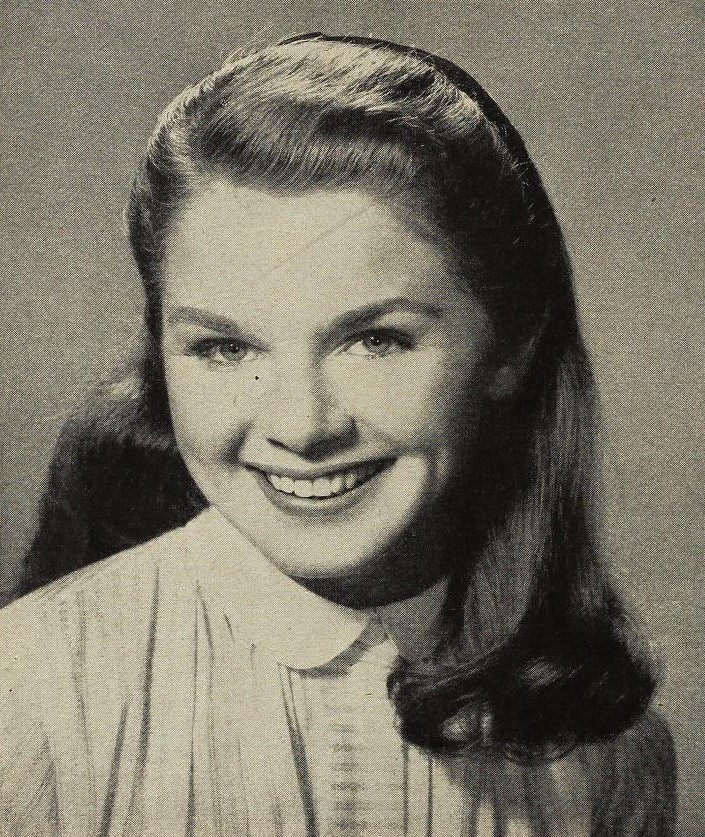
دایان وارسی در نقش روث ایوانز، دوست‌دختر سید بروکس که با وجود اقدام جاد به آزارش، نسبت به او احساس همدلی دارد.

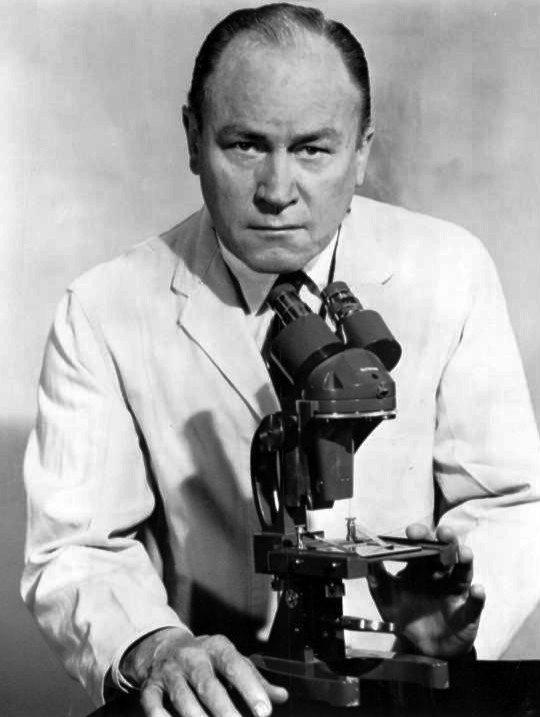
ای. جی. مارشال در نقش دادستان هارولد هورن که با بازجویی شدید از استاینر و استراوس اعتراف آن‌ها را می‌گیرد.

جاد: «احتمالاً همین‌طور است.»

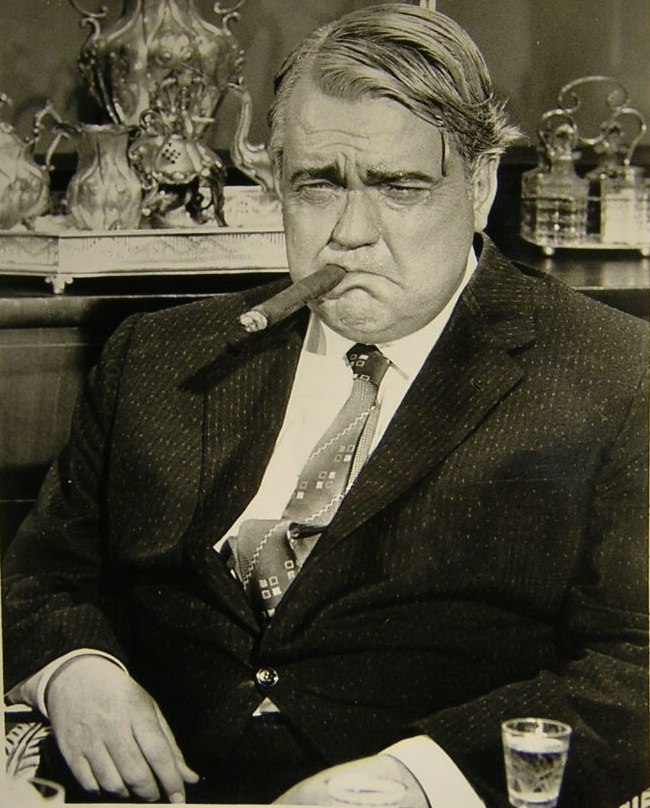
اورسن ولز در نقش جاناتان ویلک، وکیلی که با دفاعیه‌ای پرشور علیه اعدام، استاینر و استراوس را از چوبهٔ دار نجات می‌دهد.

برای خوشایند آرتی، که جاد در برابرش تسلیم‌پذیر است، جاد از اوامر فزایندهٔ جنایت‌بار آرتی تبعیت می‌کند؛ مانند دزدیدن ۶۷ دلار و یک ماشین‌تحریر از خوابگاه یکی از انجمن‌های دانشگاه. وقتی آرتی از او می‌خواهد مستی را که با ماشین آن‌ها از جاده بیرون شده، زیر بگیرد، جاد مردد شده و تنها کمی با او فاصله می‌گیرد. آرتی او را به‌خاطر ناتوانی‌اش در تصمیم‌گیری سرزنش می‌کند و می‌گوید او برتر نیست. برای بازگرداندن احترام آرتی، جاد پیشنهاد می‌دهد که «برتری ذهنی» خود را با کشتن یک پسر، درخواست خون‌بها و گمراه کردن پلیس ثابت کنند. آن‌ها در جاده در جست‌وجوی قربانی، پائولی کسلر، پسر همسایه را که از مدرسه برمی‌گردد، سوار کرده و به قتل می‌رسانند. آرتی باور دارد که جنایت بی‌نقصی مرتکب شده‌اند. وقتی پلیس از همسایگان پائولی پرس‌وجو می‌کند، آرتی با لحن گستاخانه و ظاهراً کمک‌کننده وارد گفت‌وگو با بازپرس‌ها می‌شود و عامدانه سرنخ‌های گمراه‌کننده ارائه می‌دهد. از جمله مظنونان، معلمی را نام می‌برد که چهار سال پیش به او و جاد می‌گفته بچه‌هایی هستند با پول زیاد و رفتار فاسد.
وقتی سید مأمور پوشش خبری غرق شدن پسری در پارک می‌شود، متوجه می‌شود که عینک یافت‌شده در کنار جسد پائولی، برخلاف تصور اولیه، به او تعلق ندارد و اندازه‌اش بزرگ‌تر است. این عینک لولای خاصی دارد که فقط سه عدد از آن در منطقهٔ شیکاگو خریداری شده و یکی از آن‌ها را جاد خریده است. جاد که عینکش هنگام قتل از جیبش افتاده، اکنون نمی‌تواند آن را ارائه کند. در پاسخ به بازجویی، مدعی می‌شود که چند روز پیش در زمان تماشای پرندگان همراه با گروه پرنده‌شناسی عینکش را گم کرده است. اکنون باید سریعاً ماشین‌تحریری را که از خوابگاه دزدیده‌اند و برای نوشتن نامهٔ خون‌بها استفاده کرده‌اند، دور بیندازند.
برای داشتن هم‌داستانی، جاد و آرتی ادعا می‌کنند که شب قتل همراه دو دختر به نام‌های «می» و «ادنا» بوده‌اند که نام خانوادگی آن‌ها را نمی‌دانند. اما این داستان وقتی فرو می‌ریزد که رانندهٔ شخصی خانوادهٔ استاینر سهواً فاش می‌کند که آن شب مشغول تعمیر خودروی جاد بوده است. (آنان خودرویی کرایه کرده بودند که قابل ردیابی نبود، اما در داستانشان گفته بودند که با خودروی جاد بوده‌اند.) سرانجام آرتی «برتر» در بازجویی‌ها می‌شکند و جاد را لو می‌دهد. سپس جاد جزئیات اعتراف آرتی را تأیید می‌کند، اما می‌گوید آرتی عامل اصلی قتل بوده است.
وکیل نامدار جاناتان ویلک دفاع از آن‌ها را به‌عهده می‌گیرد و با دفاعیه‌ای پرشور علیه اعدام، مانع از به دار آویخته شدن آن‌ها می‌شود. در نهایت، استاینر و استراوس به حبس ابد محکوم می‌شوند. 

## بازیگران
- اورسن ولز
- دیان وارسی
- دین استاکول
- برادفورد دیلمن
- ای. جی. مارشال
- مارتین میلنر
- ریچارد اندرسون
- ادوارد بینز
- اینا بلین
- پیتر بروکو
- رابرت اف سیمون